# Palača Festetics
Palača Festetics je baročna palača v mestu Keszthely v Zali na Madžarskem. V stavbi je zdaj muzej palače Helikon.
Gradnja palače, ki jo je leta 1745 začel Kristóf Festetics, je trajala več kot stoletje. V tem času se je palača, sprva zgrajena na temeljih porušenega gradu, v dveh poznejših gradbenih akcijah, nazadnje v 1880-ih, potrojila po načrtih Viktorja Rumpelmayerja, ki je živel na Dunaju.
Ko je Rumpelmayer umrl leta 1885, sta delo dokončala arhitekta Gusztáv Haas in Miksa Paschkisch. Rezultat je ena izmed treh največjih podeželskih hiš na Madžarskem.

## Zgodovina
Grofje Festetics so bili napredni posestniki: Kristóf Festetics je ustanovil bolnišnico, Pál Festetics je ustanovil šolo v mestu, grof György Festetics pa je leta 1797 odprl kmetijsko visoko šolo Georgikon, prvo te vrste v Evropi, ki še vedno deluje kot fakulteta panonske univerze.
Krilo knjižnice palače je zgradil grof György Festetics v letih 1799–1801 po navodilih Andrása Fischerja z dunajske akademije. Izvedba je bila zaupana domačim obrtnikom. Jedilnica (zdaj koncertna dvorana) ima štukaturo Mátyása Vathnerja iz mesta Pápa. Kamnoseštvo je izdelal lokalni zidar József Zitterbart, ključavničarstvo lokalni mojster József Dobrolán, lončene peči József Pittermann, intarzirana tla in lesena dela pa mizarski mojster János Kerbl, ki je bil odgovoren tudi za opremo v knjižnici.
Knjižna zbirka je bila dana na razpolago študentom Georgikona.
Leta 1815 je tu živel dr. Richard Bright (imenjak Brightove bolezni).
Osrednja os sprednje vrtne strani je osredotočena na en paviljon Corps de Logis, in ne na izrazit osrednji stolp prizidka, zgrajenega v 1880-ih, z izrazitimi mansardnimi strehami in bogato uokvirjenimi mansardnimi okni, značilnimi za neobaročni francoski slog Drugega cesarstva in neorenesančno pohištvo v nekaterih notranjih prostorih. Na vhodni strani, obrnjeni proti mestu, ostaja os osredotočena na prvotno baročno strukturo, zdaj bočni trakt.
Zapletena širitev je bila izvedena za grofa Taszilója Festeticsa, ki se je poročil z lady Mary Douglas-Hamilton (1850-1922) 2. junija 1880.  Oktobra 1885 je zabaval Alberta Edwarda, valižanskega princa in ponovno leta 1888 med svojimi 'inkognito' obiski na Madžarskem, v spremstvu svojega velikega prijatelja vojvode Hamiltona, svaka Festeticsa.
Parterje, v katerih stoji palača, so v 19. stoletju razširili z naturalističnim krajinskim parkom po angleškem vzoru.
Princ Tasziló Festetics je umrl v posesti palače 4. maja 1933 in za razliko od okolice med drugo svetovno vojno ni bila poškodovana. Posest je še naprej pripadala družini Festetics, dokler je leta 1949 niso nacionalizirali komunisti.

## Nedavna zgodovina
Od leta 1974 je v palači samostojni muzej palače Helikon; vsako leto ga obišče 200.000 ljudi.
Velika knjižna zbirka, ki je ostala v palači, je edina znatna plemiška knjižnica, ki je zdaj ohranjena na Madžarskem. V palači so še vedno portreti družine Festetics, vključno z nekaterimi v tartanih. V hlevu je zdaj zbirka kočij in voz. Poleti v dvorišču potekajo koncerti na prostem.
Od novembra 2019 do marca 2020 je bila palača glavna snemalna lokacija za prizorišče 'Mala palača' fantastične serije Netflix Shadow and Bone.

## Knjižnica Helikon
Najpomembnejša osebnost v Keszthelyju – in tudi družini Festetics – je György Festetics (1755–1819), je od leta 1791 živel v Keszthelyju. Med letoma 1799 in 1801 je na gradu zgradil knjižnični trakt, podpiral izhajanje številnih revij in leposlovnih del. Od leta 1817 je dvakrat letno organiziral Helikon, kjer je gostil najbolj znane pesnike in pisatelje Donavske dežele. Od tod rek iz ust Dániela Berzsenyija, ki Keszthely imenuje »mali madžarski Weimar«.
Knjižnica Helikon ima zbirko okoli 80.000 enot, ki jih je ustvarila družina Festetics. Med knjigami je več starih enciklopedij in starih tiskov. To je največja nedotaknjena plemiška knjižnica v Evropi. Rezljano hrastovo pohištvo znamenite velike dvorane knjižnice je izdelal mizar János Kerbl iz Keszthelyja.

## Muzej
Palača Festetics, v sklopu katere je tudi knjižnica Helikon, kot četrta največja palača v državi po popolni prenovi obiskovalce pozdravlja s pomembnimi razstavami in prestižnimi glasbenimi dogodki. Po prenovi je v novi muzejski stavbi svoja vrata odprl stalni lovski muzej s trofejami Béle Hidvégija, mednarodno priznanega lovca. Na podstrešju nove stavbe si je na razstavi zgodovinskih modelov železnic mogoče ogledati eno največjih terenskih miz v Evropi.

## Grajski park
42 ha velik park je naravni rezervat. V njem je več posebnih vrst dreves. Kitajski praprotni borovci so bili zasajeni v času Györgyja Festeticsa. Najstarejše drevo je 400 let star hrast dob (Quercus robur).

## Muzej kočij
Največja ohranjena zbirka kočij na Madžarskem je v nekdanjih jahalnicah v parku. Razstavo sestavlja več kočij in voz, ki so prišle iz znane tovarne kočij Fülöpa Kölberja v Budimpešti.

## Galerija
- Neobaročni vrtni prehod
- Pogled na vrt
- Notranjost palače
- Pogled na knjižnico